# Savva Tjevakinskij

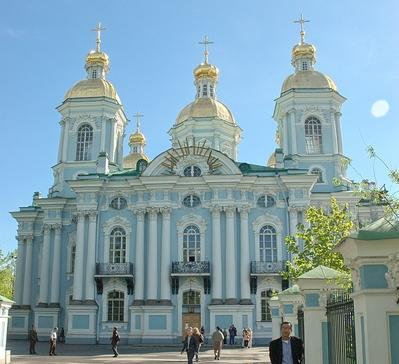
S:t Nikolai-katedralen.

Savva Tjevakinskij, född 1709, död 1774 eller 1780, enligt andra källor 1783, var en rysk arkitekt under barocken. Han har ritat S:t Nikolaus sjöfararens katedral i Sankt Petersburg.